# TeX
TeX (officieel geschreven als TEX en uitgesproken als tech, dus met Griekse chi) is een opmaaktaal voor teksten en wiskundige formules.

## Gebruik
Met TeX is het mogelijk een ingewikkelde lay-out op een relatief eenvoudige manier te beschrijven. Tekst die met TeX wordt opgemaakt, moet eerst in een bestand, de broncode, gezet worden. Deze broncode wordt dan, net als een computerprogramma, eerst aan de te gebruiken uitvoermodules gelinkt en daarna gecompileerd. Een veel gebruikt type bestand om naar te compileren is een pdf-bestand. Behalve de tekst staan in de broncode ook de opdrachten die door TeX moeten worden uitgevoerd. TeX biedt veel meer mogelijkheden om de opmaak aan te passen, vooral voor wiskundige formules. Daardoor wordt het vaak gebruikt in de exacte wetenschap.
Er kan dus onderscheid worden gemaakt tussen de opmaaktaal, de editor om de broncode in te schrijven en het programma dat voor de uitvoer zorgt. De eerste en de laatste heten allebei TeX, omdat ze altijd met elkaar worden gebruikt. Als teksteditor kan elk daartoe geschikt programma gebruikt worden, en veel teksteditors hebben de mogelijkheid van syntax highlighting voor TeX-bestanden. Daarnaast zijn er ook enkele pakketten van derde partijen die wysiwyg-functionaliteit hebben om TeX in te voeren (bijvoorbeeld Scientific WorkPlace). De standaardmanier om TeX en LaTeX te gebruiken, met een teksteditor en het 'compileren' van het bestand, is niet wysiwyg.
De opmaaktaal van TeX wordt op Wikipedia gebruikt voor het invoegen van wiskundige en scheikundige notatie, bijvoorbeeld voor vergelijkingen in de wiskunde of reactievergelijkingen in de scheikunde. Hoewel in MathType, een formule-editor in Word, de bestandscode niet is te zien - de formule moet interactief worden ingevoerd - wordt de formule wel in de opmaaktaal van TeX opgeslagen.

## Oorsprong
TeX zelf is grotendeels het werk van Donald Knuth. Hij begon daarmee einde jaren 70, uit persoonlijke frustratie met de in zijn ogen belabberde zetsystemen voor (wiskundige) teksten in die tijd. Het oude loodzetsel was aan het verdwijnen, en daarmee ook de kunst om met de hand teksten en wiskundige formules te zetten. De systemen die ervoor in de plaats kwamen, waren op dat moment doorgaans niet voldoende verfijnd om teksten en formules te zetten op hetzelfde hoge niveau.
Inmiddels is TeX populair in de wetenschappelijke wereld, vooral bij wiskundigen, natuurkundigen en informatici. In deze vakgebieden komen vaak complexe wiskundige formules voor, en TeX wordt daar in het algemeen beschouwd als de beste manier om die te zetten. Veel wetenschappelijke tijdschriften in deze disciplines ontvangen bijdragen bij voorkeur in TeX, of in een TeX-gerelateerd formaat, meestal LaTeX.
Door het gebruik van geneste structuren kunnen complexe wiskundige formules in TeX op intuïtieve wijze worden opgebouwd. Omdat TeX (door middel van het onderliggende Metafont) uitgebreide mogelijkheden heeft om niet-westerse schriften te beschrijven, kunnen ook andere (hedendaagse maar ook antieke) schriftsoorten met TeX worden gepresenteerd, mits de karakters daarvoor beschikbaar zijn. Met behulp van het programma Metafont kan in principe ieder gewenst schrift worden ontworpen. Omdat de uitvoer van TeX apparaat-onafhankelijk is, bestaat er een mogelijkheid om de uitvoer naar PostScript te vertalen en daarbij Postscriptfonts te gebruiken.

Voorbeeld van een TeX-document met behulp van LaTeX-macro's

Behalve als benaming voor het opmaaksysteem is de naam TeX ook in gebruik voor de verzameling macro's die door het programma wordt geladen. Deze verzameling wordt beter aangeduid met Plain TeX. Een andere verzameling macro's die veel wordt gebruikt is LaTeX.

## Ontwikkeling en ondersteuning
Hoewel de eerste versie van TeX al uit 1978 stamt, leeft TeX nog volop. TeX is geen commercieel pakket, en de ontwikkeling en ondersteuning vindt vooral plaats vanuit gebruikersgroepen. Behalve de internationaal georiënteerde TeX Users Group (TUG) zijn er veel groepen, voor verschillende landen en verschillende talen. Voor Nederlandstaligen in Nederland en België is dat de Nederlandstalige TeX Gebruikersgroep (NTG). Samen onderhouden de gebruikersgroepen een groot deel van de enorme collectie software die inmiddels voor TeX is geproduceerd. Veel daarvan is terug te vinden op CTAN, het Comprehensive TeX Archive Network. De samenwerking met commerciële pakketten is soms intensief. Zo is het universele pdf-formaat van Adobe gedeeltelijk in samenwerking met TeX-ontwikkelaars ontstaan.